# مارك تايلور (لاعب هوكي الجليد)
مارك تايلور هو لاعب هوكي الجليد كندي، ولد في 26 يناير 1958 في فانكوفر في كندا.

## وصلات خارجية
- مارك تايلور على موقع دوري الهوكي الوطني (الإنجليزية)
- مارك تايلور على موقع قاعة مشاهير الهوكي (لاعب أن.إتش.أل) (الإنجليزية)
- مارك تايلور على موقع EliteProspects.com (الإنجليزية)
- مارك تايلور على موقع HockeyDB.com (الإنجليزية)
- مارك تايلور على موقع Hockey-Reference.com (الإنجليزية)